# San Gioacchino in Prati
San Gioacchino in Prati ou Igreja de São Joaquim em Prati, chamada também de San Gioacchino ai Prati di Castello, é uma igreja titular de Roma, Itália, localizada no rione Prati, na via Pompeo Magno, perto da piazza dei Quiriti. É dedicada a São Joaquim e sede de uma paróquia homônima.
O cardeal-presbítero protetor do São Joaquim em Prati di Castello é Leopoldo José Brenes Solórzano, arcebispo de Manágua.

## História e descrição
Esta igreja foi construída por ordem do papa Leão XIII, que pretendia com ela celebrar seu jubileu sacerdotal: a pedra fundamental foi lançada em 1881, mas as obras foram interrompidas até 1891 e somente em 1898 o edifício foi aberto ao público (as obras se estenderam até 1911). A escolha de São Joaquim é uma referência ao nome de batismo de Leão, Gioacchino em língua italiana.
Além de seus aspectos arquiteturais, a igreja também é valiosa no campo urbanístico pois, assim como outras em Prati e no quartiere vizinho, Trionfale, é uma lembrança de uma tendência anti-clerical bastante difundida no final do século XIX no recém-nascido estado italiano que se formava em contraste com o Vaticano, o que restara dos antigos Estados Papais: minimiza-se a importância das igreja, designando para ela um lote como o de qualquer outro edifício das redondezas, alinhado com vias secundárias e não, como seria de se esperar, um lote nobre de frente para a principal praça do rione (apesar de, neste caso, a piazza Quiriti estar muito próxima).
Notável nesta igreja são a cúpula, em alumínio e transpassada por estrelas de cristal que iluminam de forma muito característica o interior, e as quatorze capelas no interior, dedicadas às nações católicas que contribuíram, com suas ofertas, para a construção da igreja: Brasil, Portugal, Baviera, Polônia, Canadá, Inglaterra, Estados Unidos, Espanha, França, Itália, Bélgica, Holanda, Irlanda e Argentina.
A igreja, construída pelo arquiteto Raffaele Ingami, apresenta uma nave ladeada por dois corredores, em cruz latina e subdividida por colunas de granito rosa com capitéis em bronze. Ela foi suntuosamente decorada com mármores multicoloridos e mobiliário em metal. A porta central está emoldurada por duas colunas presenteadas pelo czar da Rússia.
É uma igreja paroquial desde 1905 e está sob os cuidados da Congregação do Santíssimo Redentor.

## Galeria

Imagens da igreja
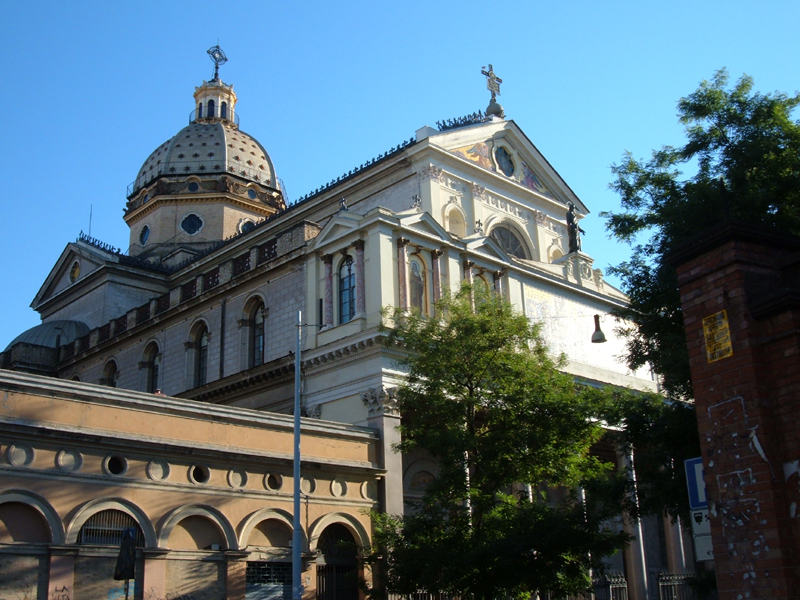
Vista lateral destacando a cúpula.
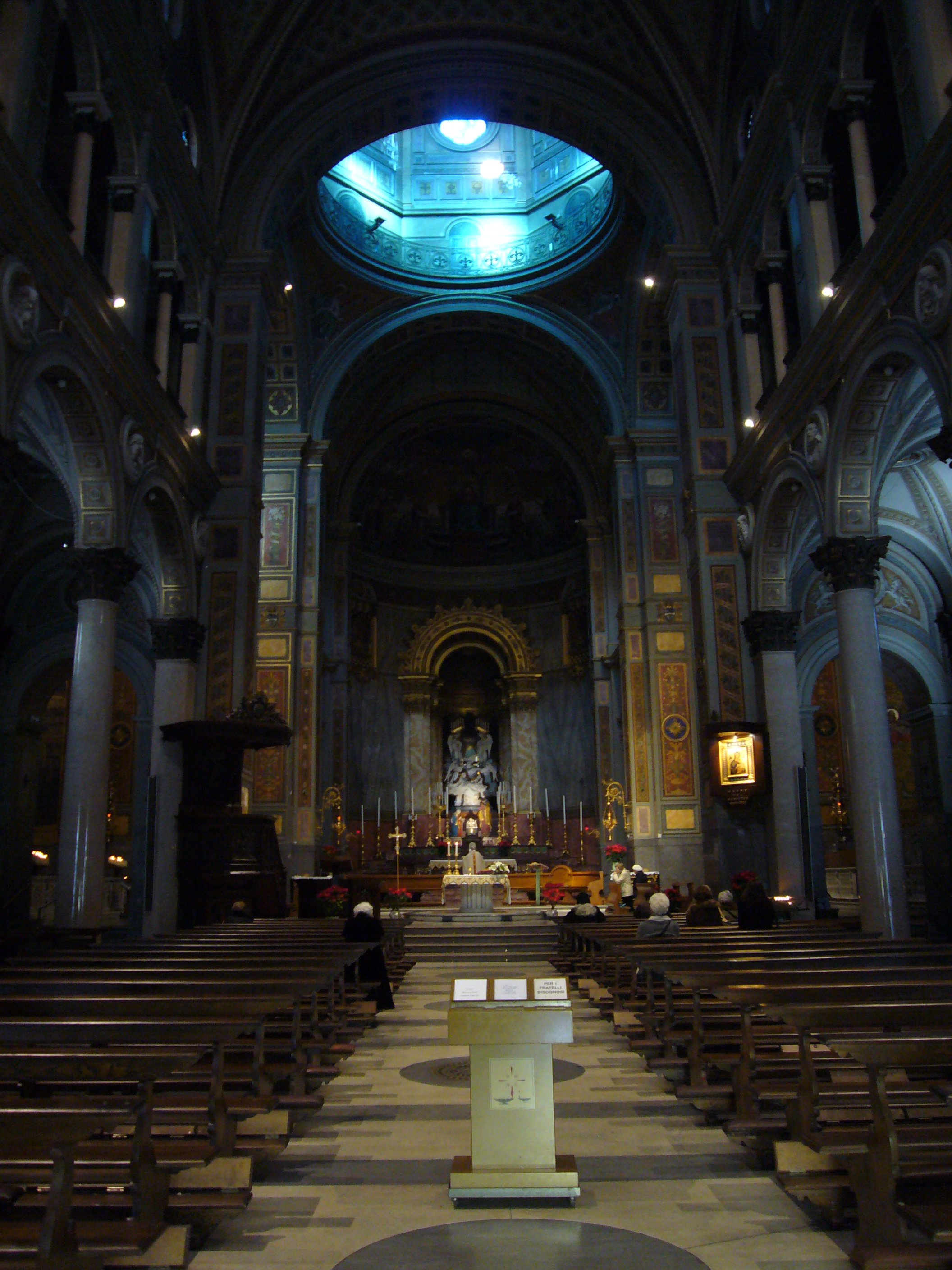
Interior.
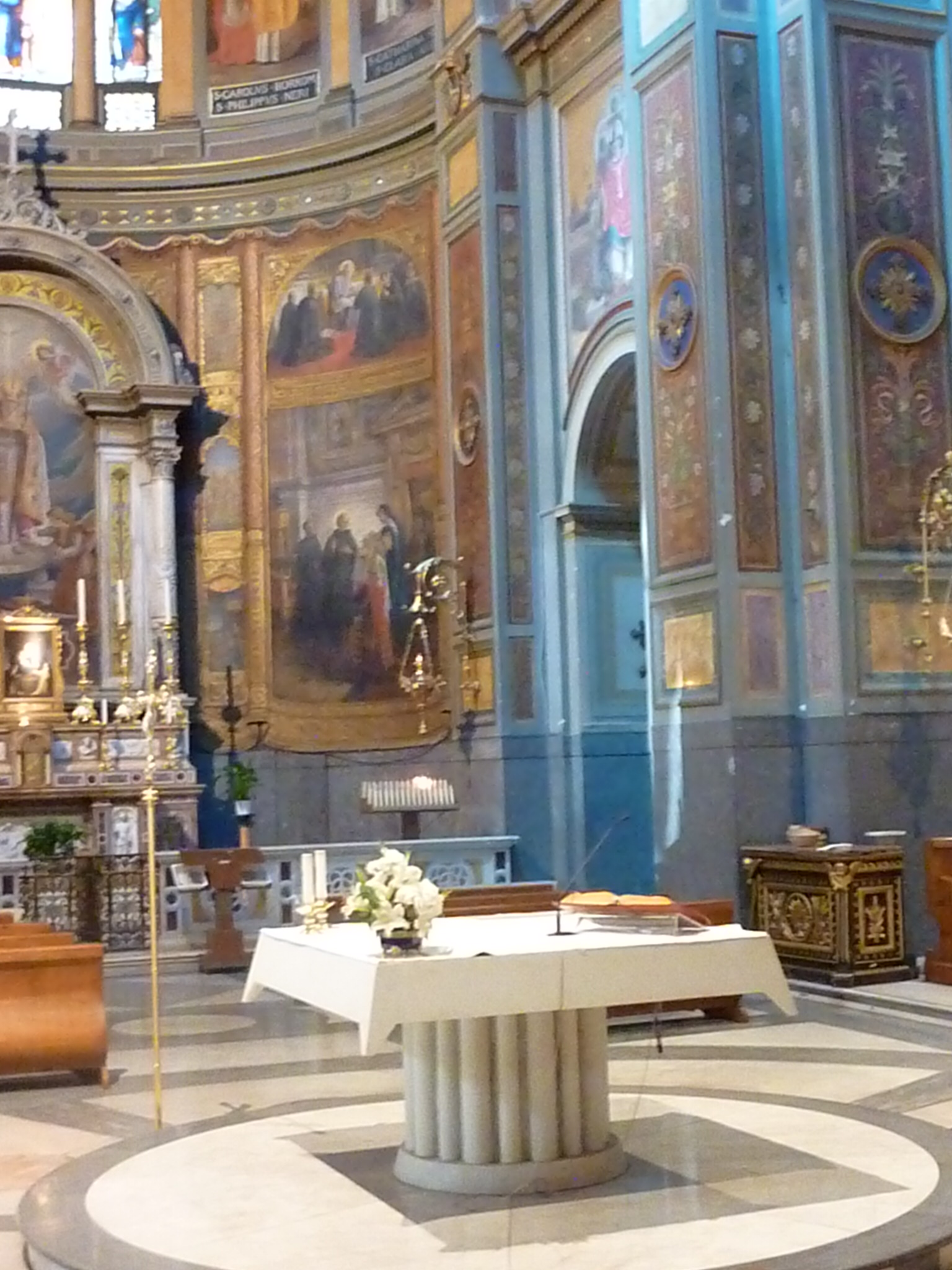
Altar-mor.